# Mirosław Trzeciak
Mirosław Trzeciak (Koszalin, Polonia,  11 de abril de 1968) es un exfutbolista internacional polaco que jugaba en la posición de delantero. Además de jugar en su país natal, pasó por clubes de Suiza, Israel y España, país donde colgó las botas en 2003.

## Trayectoria
Trzeciak nació en Koszalin. Formado en la cantera del equipo local, el Gwardia Koszalin, pronto fue fichado por el Lech Poznań, club en el que jugó en dos etapas distintas y donde obtuvo el mayor número de títulos, ganando tres ligas, una copa y una supercopa con los Kolejorz. Además de jugar para el Lech, Trzeciak pasó por las filas del BSC Young Boys suizo y el Maccabi Tel Aviv FC de la Liga Premier de Israel, donde permaneció unos meses, antes de regresar a Polonia para unirse al ŁKS Łódź, club con el que alzó la Ekstraklasa en la temporada 1997–98 y con el que se proclamó máximo goleador de la liga con 18 goles en 29 partidos.
Su buen rendimiento atrajo la atención del Osasuna de la Primera División de España, que se hizo con los servicios del jugador durante el mercado de verano de la temporada 1998-99. Dos años más tarde recaló en el Polideportivo Ejido, donde se retiró en 2003 a la edad de 35 años.
Una vez finalizada su carrera futbolística, Trzeciak permaneció en Andalucía con su antiguo club, el Poli Ejido, entrenando en las categorías inferiores de la entidad almeriense. Posteriormente se convirtió en comentarista deportivo en Polonia y en enero de 2007 empezó a trabajar como director de desarrollo deportivo del Legia de Varsovia.

## Selección nacional
Convocado por primera vez en 1991, Trzeciak fue regular en la selección de fútbol de Polonia durante ocho años, acumulando 22 presencias y anotando ocho goles. Su mejor época llegó hacia el final, cuando el combinado polaco estuvo dirigido por Janusz Wójcik (1997-99).

### Goles internacionales
| #  | Fecha                 | Lugar                                         | Oponente        | Gol | Resultado | Competición                                          |
| -- | --------------------- | --------------------------------------------- | --------------- | --- | --------- | ---------------------------------------------------- |
| 1. | 21 de agosto de 1991  | Estadio Municipal de Gdynia, Polonia          | Suecia          | 2–0 | 2–0       | Partido amistoso                                     |
| 2. | 14 de junio de 1997   | Estadio GKS Katowice, Polonia                 | 1990            | 2–1 | 4–1       | Clasificación para la Copa Mundial de Fútbol de 1998 |
| 3. | 27 de mayo de 1998    | Estadio de Silesia, Polonia                   | Rusia           | 1–0 | 3–1       | Amistoso                                             |
| 4. | 15 de julio de 1998   | Estadio Olímpico de Kiev, Ucrania             | Ucrania         | 1–0 | 2–1       | Amistoso                                             |
| 5. | 5 de agosto de 1998   | Estadio Henryk Reyman, Polonia                | Israel          | 1–0 | 2–0       | Amistoso                                             |
| 6. | 10 de octubre de 1998 | Estadio del Ejército Polaco, Polonia          | Luxemburgo      | 3–0 | 3–0       | Clasificación para la Eurocopa 2000                  |
| 7. | 3 de marzo de 1999    | Estadio General Kazimierz Sosnkowski, Polonia | Armenia         | 1–0 | 1–0       | Amistoso                                             |
| 8. | 28 de abril de 1999   | Estadio General Kazimierz Sosnkowski, Polonia | República Checa | 1–0 | 2–1       | Amistoso                                             |

## Palmarés
Lech Poznań
- Ekstraklasa (3): 1989–90, 1991–92, 1992–93
- Copa de Polonia (1): 1987–88
- Supercopa de Polonia (2): 1990, 1992

ŁKS Łódź
- Ekstraklasa (1): 1997–98

Individual
- Máximo goleador de la Ekstraklasa: 1996–97
- Futbolista del año en Polonia: 1998[7]